# Rodey, Novi Meksiko
Rodey je popisom određeno mjesto i colonia u okrugu Doñi Ani u američkoj saveznoj državi Novom Meksiku. Dio je metropolitanskoga statističkog područja Las Crucesa.
Prema popisu stanovništva SAD 2010., imao je 388 stanovnika.

## Ime
Druga varijanta imena je Colorado.

## Zemljopis
Zemljopisni položaj je 32°39′24″N 107°8′9″W / 32.65667°N 107.13583°W (32,6567467;-107,1358517)(32,6538244;-107,1357919). Prema Uredu SAD-a za popis stanovništva, zauzima 1,46 km² površine, sve suhozemne.

## Promet i infrastruktura
Rodey se smjestio na jugoistočnoj granici Hatcha, duž Državne ceste Novog Meksika br. 185.
U Rodeyu više ne postoji poštanski ured niti ima vlastiti ZIP kod, nego je pod ZIP kodom Hatcha 87937. U povijesti je postojao poštanski ured u Rodeyu. Uspostavljen je 1904. godine uspostavljen je poštanski ured iz kojeg se dostavljala pošta u Hatch. Bio je otvoren do 1927. godine.

## Znamenitosti
U blizini je crkveno povijesno mjesto crkva Sv. Franje de Sales (Saint Francis de Sales Church Historic Site; Old Rodey Church) (32°39′24″N 107°08′09″W / 32.6567467°N 107.1358517°W), na 1235 metara nadmorske visine

## Stanovništvo
Od 388 stanovnika popisanih 2010. godine, 75,26% su bijelci, 0,26% afroamerikanci, 0,26% američki Indijanci, 0% Azijati, 0% pacifički otočani, 19,07% ostalih rasa i 5,15% pripadnici dviju ili više rasa. a dos o más razas.Hispanoamerikanaca i Latinoamerikanaca svih rasa bilo je 95,62%.

## Ostalo
U Rodeyu je groblje. U blizini je brana Rodey, kanjon Rodey, Hatch Valley Arroyos Site Five Dam i kanal Rodey Lateral.